# Biển Tây Philippines

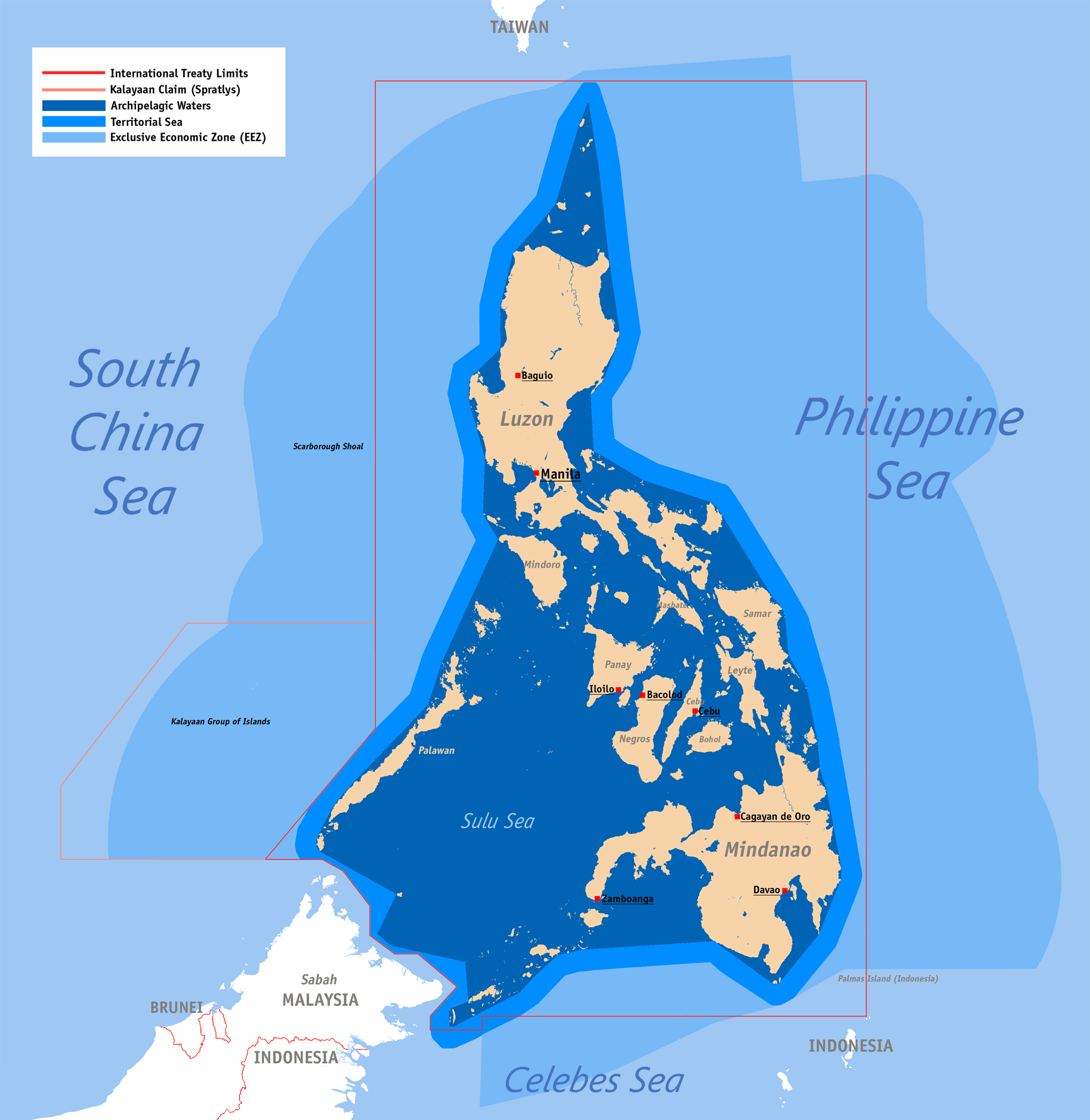
Khu vực được chỉ định là "Biển Tây Philippines" là khu vực màu xanh hơi đậm hơn ở phía tây Philippines.

Biển Tây Philippines là tên gọi chính thức của chính phủ Philippines ở các phần phía đông của Biển Đông được đưa vào vùng đặc quyền kinh tế của Philippines. Thuật ngữ này đôi khi cũng được sử dụng để nói về Biển Đông nói chung.

## Bối cảnh
Lần đầu tiên sử dụng thuật ngữ "Biển Tây Philippines" của chính phủ Philippines là vào đầu năm 2011, dưới thời chính quyền của Tổng thống khi đó là Benigno Aquino III. Việc đặt tên này được dự định là một cử chỉ tượng trưng để tranh chấp yêu sách chủ quyền của Trung Quốc đối với toàn bộ Biển Đông.
Vào tháng 9 năm 2012, chính phủ Philippines tuyên bố sẽ bắt đầu sử dụng tên này để gọi vùng biển phía tây Philippines là "Biển Tây Philippines" trong bản đồ chính phủ, các hình thức liên lạc và tài liệu khác.

### Phán quyết PCA 2016
Vào ngày 12 tháng 7 năm 2016, Tòa án Trọng tài Thường trực phán quyết có lợi cho Philippines. Nó làm rõ rằng họ sẽ không "... xử lý bất kỳ câu hỏi nào về chủ quyền đối với lãnh thổ trên đất liền và sẽ không phân định bất kỳ ranh giới trên biển nào giữa các bên". Toà án cũng phán quyết rằng Trung Quốc "không có quyền lịch sử" dựa trên bản đồ "đường chín đoạn".

## Phạm vi pháp lý
Trong luật pháp Philippines, Biển Tây Philippines chỉ đề cập đến các phần của Biển Đông, đặc biệt là một phần của biển mà chính phủ Philippines tuyên bố là một phần của vùng đặc quyền kinh tế của đất nước này (EEZ). Việc đặt tên cho khu vực này đã trở thành chính thức thông qua Lệnh hành chính số 29 do Tổng thống khi đó là Benigno Aquino III ban hành vào ngày 5 tháng 9 năm 2012. Lệnh này cũng trích dẫn Nghị định của Tổng thống số 1599 được ban hành năm 1978 trong nhiệm kỳ của Tổng thống Ferdinand Marcos đã thành lập vùng EEZ của Philippines cũng như Đạo luật Cộng hòa số 9522 hoặc Luật Baselines được ban hành thành luật năm 2009 trong thời gian chính quyền của tổng thống lúc đó Gloria Macapagal Arroyo đã phác họa các đường cơ sở của quần đảo Philippines.
Lệnh hành chính khẳng định yêu sách của Philippines đối với vùng đặc quyền kinh tế của mình ở Biển Đông, nơi truyền đạt quan điểm của chính phủ Philippines rằng họ có quyền chủ quyền theo Công ước Liên hợp quốc năm 1982 về Luật Biển trên khu vực Biển Tây Philippines và "quyền lực và quyền vốn có chỉ định các khu vực hàng hải của mình với danh pháp phù hợp cho các mục đích của hệ thống bản đồ quốc gia ".
Không có ranh giới chính xác cho khu vực ở Biển Đông tạo thành Biển Tây Philippines.

## Sử dụng
Theo Sắc lệnh hành chính số 29, Cơ quan Thông tin Tài nguyên và Bản đồ Quốc gia được ủy quyền sử dụng chỉ định Biển Tây Philippines trong các bản đồ do cơ quan chính phủ sản xuất và xuất bản. Các cơ quan chính phủ khác cũng được yêu cầu sử dụng thuật ngữ này để phổ biến việc sử dụng tên trong nước và quốc tế.
Trước khi ban hành lệnh này, văn phòng thời tiết của Philippines, PAGASA, đã sử dụng tên này vào năm 2011 để chỉ vùng biển phía tây của đất nước trong khi vẫn sử dụng " Biển Philippines " để chỉ vùng biển phía đông quần đảo.